# Sampling (Portfoliomanagement)
Unter dem Anglizismus Sampling (deutsch „Stichprobe, Auswahl“) versteht man im Portfoliomanagement eine Anlage- oder Handelsstrategie, lediglich einen Teil eines Portfolios gegen Kursrisiken durch Sicherungsgeschäfte abzusichern.

## Allgemeines
Anleger und Fondsmanager können ein Interesse daran haben, ihr Portfolio (Wertpapierdepot, Fondsvermögen, Kreditportfolio) nach Inhalt und Gewichtung an eine Benchmark anzupassen oder gegen Kursrisiken abzusichern. Dabei hängt es von der Risikopräferenz eines Anlegers ab, ob und inwieweit er Kursrisiken absichern wird. Anleger können beispielsweise die Zusammensetzung ihres Aktien-Portfolios (etwa eines Aktienfonds oder Wertpapierdepots) an einem Aktienindex ausrichten, entsprechendes gilt für Rentenfonds und Rentenindex oder andere Finanzprodukte. Die vollständige Absicherung kann durch synthetische Replikation erfolgen.

## Arten
Soll lediglich eine Teilabsicherung etwa eines Wertpapierdepots erfolgen, stehen folgende Arten zur Verfügung:
- Um eine Gruppenauswahl (englisch stratified sampling) handelt es sich, wenn in einem gesamten Portfolio lediglich bestimmte Gruppen (wie einzelne Wirtschaftszweige oder eine bestimmte Betriebsgröße) abgesichert werden.
- Eine optimierte Replikation (englisch optimised sampling) liegt vor, wenn nur diejenigen Finanzprodukte abgesichert werden, deren Kursniveau in der Vergangenheit repräsentativ oder signifikant im Hinblick auf die gesamte Marktentwicklung gewesen ist.

Die praxisnahe Replikation von Börsenindizes erfolgt aufgrund ihrer günstigen Kostenstruktur überwiegend innerhalb einer synthetischen Replikation durch Derivate wie Total Return Swaps.

## Wirtschaftliche Aspekte
Börsengehandelte Fonds (ETFs), die sich an umfangreichen Benchmarks wie etwa dem MSCI World Index (mit ungefähr 1800 Titeln) ausrichten, bleibt meist nichts anderes übrig, als ein Sampling vorzunehmen, um die Transaktionskosten (Kurssicherungskosten) zu begrenzen. Die Transaktionskosten bei jedem Sampling verringern einerseits zwar die Rendite (Aktienrendite, Anleihenrendite), stellen andererseits jedoch eine Risikoüberwälzung des abgesicherten Teils auf einen anderen Risikoträger dar. Im Hinblick auf den abgesicherten Teil verhält sich der Anleger risikoavers.